# Garfield Sobers
Garfield St Aubrun Sobers (Bridgetown, Barbados, 28 de julio de 1936), conocido como Garry Sobers (aunque tempranamente prefirió que su nombre fuese escrito Gary), es un jugador de cricket retirado de la selección de West Indies.

## Biografía
Nació con dos dedos de más, uno en cada mano, los cuales fueron eliminados al nacer. Es destacado su desempeño en otros deportes como el golf, fútbol, baloncesto, tenis de mesa y dominó para Barbados. Es considerado uno de los jugadores más excepcionales para este juego. 

## Características
Un verdadero polifacético, Sobers fue un "all-rounder", bateando y boleando, y también fue un fildeador destacado, generalmente jugando cerca del wicket. Sobers se desempeñó soberbiamente como boleador, sus lanzamientos eliminando a 235 bateadores en test matches, con un promedio de 34,03 corridas por wicket. Pero tenía un talento excepcional como bateador también, lo que refleja su promedio en test matches de 57,78. Marcó un entonces récord cantidad de corridas, unos 8 mil 32. Su último test match fue contra Inglaterra en 1974, en Trinidad.

## Eponimia
El asteroide (6581) Sobers fue nombrado así en su honor.